# Oberstaufen Cup 2011
L'Oberstaufen Cup 2011 è stato un torneo professionistico di tennis maschile giocato sulla terra rossa. È stata la 20ª edizione del torneo, che fa parte dell'ATP Challenger Tour nell'ambito dell'ATP Challenger Tour 2011. Si è giocato a Oberstaufen in Germania dal 4 al 10 luglio 2011.

## Partecipanti

### Teste di serie
| Nazionalità | Giocatore             | Ranking* | Testa di serie |
| ----------- | --------------------- | -------- | -------------- |
| Austria     | Andreas Haider-Maurer | 78       | 1              |
| Germania    | Simon Greul           | 127      | 2              |
| Germania    | Daniel Brands         | 139      | 3              |
| Slovacchia  | Martin Kližan         | 146      | 4              |
| Austria     | Martin Fischer        | 151      | 5              |
| Germania    | Andreas Beck          | 156      | 6              |
| Serbia      | Nikola Ćirić          | 176      | 7              |
| Romania     | Victor Crivoi         | 185      | 8              |

- Ranking al 20 giugno 2011.

### Altri partecipanti
Giocatori che hanno ricevuto una wild card:
- Dieter Kindlmann
- Kevin Krawietz
- Borut Puc
- Marcel Zimmermann

Giocatori che sono passati dalle qualificazioni:
- Kamil Čapkovič
- Tiago Fernandes
- Leonardo Kirche
- Gabriel Trujillo Soler
- André Ghem (lucky loser)

## Campioni

### Singolare
Daniel Brands ha battuto in finale  Andreas Beck con il punteggio di 6–4, 7–6(3)

### Doppio
Martin Fischer /  Philipp Oswald hanno battuto in finale  Tomasz Bednarek /  Mateusz Kowalczyk con il punteggio di 7–6(1), 6–3